# Галерная гавань
Гале́рная га́вань — залив в Василеостровском районе Санкт-Петербурга (Россия). Расположен в западной части Васильевского острова, связан с Невской Губой Шкиперским каналом. Является памятником фортификационного искусства.

## История

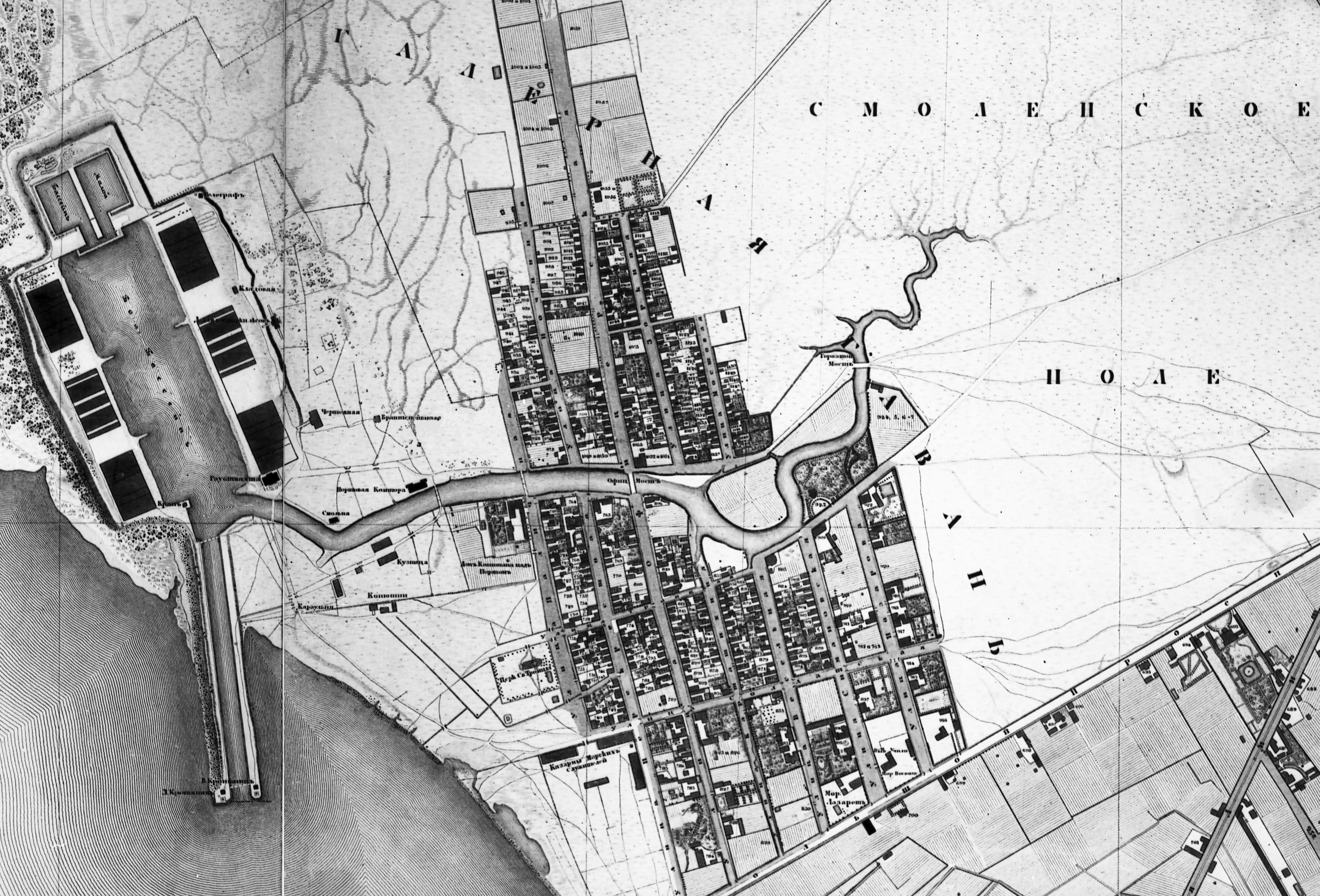
Галерная гавань (Большой и Малой бассейны) на карте Санкт-Петербурга 1828 года

В 1721 году по указу Петра I здесь было начато строительство гавани. Пётр также заложил в низменной части Васильевского острова небольшое селение, которое называлось матросской слободкой. Руководил строительством архитектор Доменико Трезини. В конце 1720-х годов бассейн для гавани был уже сооружён и сюда с устья Фонтанки перевели все галеры. После смерти Д. Трезини, с 1734 года строительными работами в Галерной гавани руководил архитектор И. К. Коробов.
В 1794 году в слободке были уже правильные улицы, и она получила название Главного гребного порта, но сохранила и прежнее название Галерной гавани.
Во второй половине XIX века здесь проводились испытания новой техники для нужд флота. В этот период времени там были построены мастерские — слесарная, котельная и медничная; в 1878 году устроены новые портовые погреба морского ведомства, а несколько позже — пироксилиновый завод.
В начале 1906 года склады взрывчатых веществ были перенесены далеко за город, на Охтинский полигон. В том же году некоторые улицы гавани были значительно подняты, чем была несколько уменьшена опасность их подтопления.
В 1904—1906 гг. в Галерной гавани по инициативе «Товарищества борьбы с жилищной нуждой», образованного в апреле 1903 г., провели эксперимент с жильём: на углу Малого проспекта В. О. и Гаванской улицы построили «Гаванский рабочий городок», где жильцам были предоставлены в пользование «гигиеничные дешевые квартиры», а также школа, детский сад, библиотека и другие социальные удобства. Основателем «Товарищества» был учёный-криминолог Дмитрий Аркадьевич Дриль, после кончины которого городок получил его имя, в актовом зале поставили бронзовый бюст, а на стенах повесили мраморные доски с надписью «Гаванский рабочий городок им. Д. А. Дриля».
В настоящее время на берегу этой гавани находится старейший яхт-клуб в России — Невский яхт-клуб.

## Невский яхт-клуб

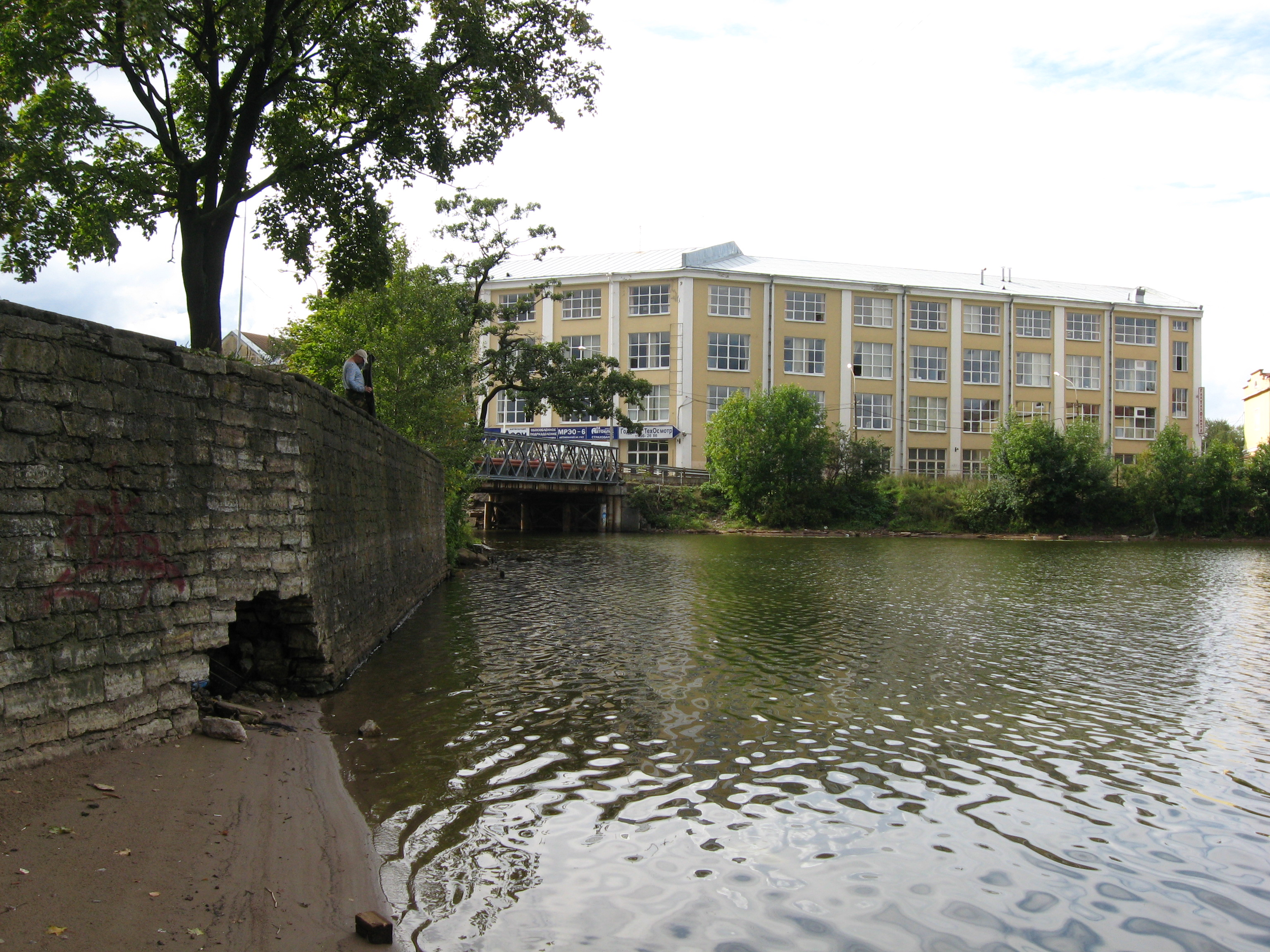
Выход Шкиперского канала в Галерную гавань

Получил своё название в честь князя Александра Невского при основании в 1718 году по указанию Петра I. Был закрыт после смерти самодержца.
Клуб возрождён и официально высочайше утверждён 20 августа 1894 года императором Александром III. После революции, спустя 23 года, клуб закрывали, однако позже восстановили в составе 81 спортивного клуба ВМФ.